# ВК-003
ВК-003 — белорусская снайперская винтовка, разработанная Константином Коневым. Выпускалась предприятием «Полигонарм».

## Название
Полное название винтовки — Снайперская Винтовка Конева, или же СВК. Однако чтобы избежать путаницы с винтовками Кавамова и Калашникова её чаще называют ВК-003.

## История
Презентация оружия прошла в 2003 году в Минске. В 2005-м винтовка демонстрировалась на международных выставках «Интерполитех-2005» и «Оружие и охота» в Москве, где получила высокие оценки оружейных экспертов. Тем не менее ВК-003 не получила широкого распространения.

## Предназначение
Оружие предназначено для охоты, матчевой (спортивной) стрельбы и использования в подразделениях спецназначения.

## Описание
Стволы свободновывешенные и могут иметь диаметр в дульной части 19 и 26 мм. В варианте с диаметром ствола 19 мм возможна установка глушителя. Затвор с тремя боевыми упорами. Угол поворота затвора – 60 градусов. В оружии обеспечено удаление гильзы не только при быстром, но и при медленном движении затвора назад. Магазина рассчитан на 5 патронов. Есть возможность использовать стандартный магазин СВД на 10 патронов для калибра 7,62х54 R, либо от М-21 на 10 и 20 патронов для калибра .308 Win. Конструкция позволяет производить зарядку также через гильзовыводное отверстие.
Ствольная коробка крепится на дюралюминиевую шину. Алюминиевые шины не гигроскопичны. Обеспечивает перераспределение усилия при отдаче, которая плавно растянута во времени и легко переносится снайпером. Шина присоединяется в композитную ложу через разделительный слой специального поглощающего вибрации клея. Ложа оснащена регулируемыми щекой и затыльником.
ВК-003 оборудуется прицелом ПОСП с прицельной маркой Mil-dot и четырёхступенчатой подсветкой прицельной марки. На цевье размещена направляющая спортивного типа, что позволяет использовать стрелковые ремни и различные другие приспособления. Для переноски применяются и тактические ремни.